# Dasyhelea waldiae
Dasyhelea waldiae är en tvåvingeart som beskrevs av John William Scott Macfie 1937. Dasyhelea waldiae ingår i släktet Dasyhelea och familjen svidknott.
Artens utbredningsområde är Etiopien. Inga underarter finns listade i Catalogue of Life.